# Sorin Macavei
Sorin Radu Macavei (ur. 24 maja 1956 w Klużu-Napoce) – rumuński siatkarz, medalista igrzysk olimpijskich.

## Życiorys
Macavei był w składzie reprezentacji Rumunii podczas igrzysk olimpijskich 1980 w Moskwie. Jego reprezentacja zdobyła brązowy medal.